# Elongated Man
Elongated Man (traduit par l'Homme extensible lors de sa première apparition en France chez l'éditeur Artima) est un super-héros appartenant à l'Univers DC. C'est un membre réserviste de la JLA. Il fut en partie créé par Julius Schwartz qui expliqua qu'il ne savait pas que DC Comics avait acquis les droits de Plastic Man en 1956. Le personnage a été proposé plusieurs fois dans des compétitions et a gagné en 1961 l'Alley Award du meilleur personnage secondaire.

## Biographie
Quand il était adolescent, Ralph Dibny était fasciné par les contorsionnistes, et les personnes faisant preuve d'une grande agilité. En fréquentant ce milieu, il se rendit compte que la plupart de ces personnes buvaient un soda appelé Gingold. Ralph commença à étudier la chimie et développa un extrait super-concentré du gingo, un fruit rare, qui lui donna son élasticité.
Ralph Dibny fut un des rares héros DC à révéler son identité secrète au grand public, et un des premiers à se marier. Sa femme Sue Dibny et lui devinrent même partenaires, et aidèrent la JLA. Ils étaient reconnus comme étant un couple stable, heureux, sans problème, chose extrêmement rare dans l'histoire des comics. 

### Identity Crisis
Les Dibny sont victimes d'une tragédie dans Identity Crisis #1 (juin 2004) lorsque Sue est assassinée dans sa maison alors qu'elle  allait apprendre à Ralph qu'elle était enceinte.

### Crisis of Conscience
Ralph apparaît plus tard dans le story arc Crisis of Conscience. On apprend qu'il a arrêté de prendre du Gingold, et qu'il a perdu ses capacités d'élongation. L'histoire tourne autour des personnages de la Secret Society of Super-Villains recouvrant leur mémoire que Zatanna leur avait effacée.

## Pouvoirs
Comme son nom l'indique, Elongated Man peut étirer son corps de façon surhumaine. Il peut tordre son corps dans des façons qui sont impossibles pour un être humain. Il peut devenir entièrement plat pour passer sous des portes, ou utiliser ses doigts pour forcer des serrures. Il peut aussi changer l'aspect de son visage mais cela lui est assez douloureux. Ses capacités sont beaucoup plus limitées que celles de Plastic Man ; il y a une limite à l'élongation de son corps.
Son corps a une résistance accrue qui lui permet de ne pas souffrir des jets d'acide ou des coups. Il a été démontré qu'il est aussi plus résistant aux coups portés par des armes énergétiques. Toutefois, sa physiologie est plus proche de celle d'un humain ordinaire et ne possède donc pas la quasi invulnérabilité de Plastic Man. 
Elongated Man tient ses pouvoirs d'une combinaison particulière : l'ingestion d'un soda, le Gingold, contenant l'extrait d'un fruit (fictif), le gingo, et son pouvoir surhumain latent. L'extrait ne fait qu'activer un gène latent que possède Ralph. Un humain ordinaire ne développerait pas les mêmes pouvoirs en buvant le Gingold. 
C'est aussi un détective talentueux et un chimiste amateur.

## Autres médias
- Flash (série télévisée, 2014) joué par Hartley Sawyer